# STARHORSE3
『STARHORSE3』（スターホース3）は、2011年11月22日に稼動を開始したセガ・インタラクティブ（2015年3月まではセガ）の競馬メダルゲームである。
従来の『STARHORSE』シリーズ同様、バージョンアップ版として次の作品が発売、稼動されている。
- StarHorse3 Season I A NEW LEGEND BEGINS.：初期バージョン。
- StarHorse3 Season II BLAZE OF GLORY：第2期バージョン。2013年1月から都内でロケテストが行われ、同年7月24日より全国稼働開始。
- StarHorse3 Season III CHASE THE WIND：第3期バージョン。2014年7月23日より全国稼働開始。
- StarHorse3 Season IV DREAM ON THE TURF：第4期バージョン。2015年7月23日より全国稼働開始[2]。
- StarHorse3 Season V EXCEED THE LIMIT：第5期バージョン。2016年7月27日より全国稼働開始[3]。
- StarHorse3 Season VI FULL THROTTLE：第6期バージョン。2017年7月20日より全国稼働開始[4][5]。
- StarHorse3 SeasonVII GREAT JOURNEY：第7期バージョン。2018年7月19日より全国稼動開始[6]。

本稿では2017年1月26日に、セガ・インタラクティブから配信が開始されたスマートフォン向けゲーム『StarHorse Pocket』（スターホースポケット）についても記述する。

## 概要
- 2011年2月18日、19日に幕張メッセで開催された「AOU2011」に出展[7]。稼動に先立ち、2011年9月8日にファン同士が交流できるモバイル向けのコミュニティサイト『みんなのスタホ』が開設されている[8]。
- 今作からAimeに対応。また、バンダイナムコアミューズメントのバナパスポートやコナミアミューズメントのe-AMUSEMENT PASS（e-AMUSEMENT PASSはAmusement IC対応カードのみ）も使用でき、前述のようにFeliCa対応のケータイでもプレイ可能。プレイデータは1つにつき1店舗のみ有効で、1つのデータで複数店舗でのプレイは出来ない（プレイしていた店舗が営業終了となった場合は事実上のゲームオーバーとなり、他店舗でプレイする場合は初期段階からのスタートとなる）。
- 本作はメダル投入口がないため、プレイするにあたり、メダル預け機「メダルバンク」に事前登録が必要となる。登録して預けたメダルは、認証を行ったAimeカードまたは登録済みのFeliCa対応のケータイで出し入れする。
- 後に、メーカーのオプションとしてメダル投入・払い出しが可能な部品を取り付ける事によって、他のメダル機と同様カードを持たないプレイヤーも遊ぶ事が可能になった。
- 但し、レジェンドを含むオーナーゲーム全般・カジノはプレイ不可。あくまでベットゲームのみプレイ可能。
- メインモニターは、三菱電機製とSCT製の2種がある。三菱電機製は筐体の製造時期によって前作と同じ前期型と、今作のみに搭載されている後期型がある。メインモニターのサポートは、三菱電機製前期型搭載筐体は2016年12月末を以って、一部を除く三菱電機製後期型搭載筐体と全てのSCT製搭載筐体は2017年12月末を以ってそれぞれサポートが終了した（但し、三菱電機製に関しては修理サポートを継続する製品もある）。前述のモニターが故障した場合は三菱電機製の別製品の新品モニターか、三菱電機製の中古品モニターに交換するという修理対応となる[9]。
- サテライトに32インチの大型液晶モニターを採用したため、馬券・育成ゲームで画面を切り替えずに操作ができるようになった。
- サテライトモニターのチルト角度を電動で可変可能。またヘッドホンジャックを装備することで実況・効果音を聞きやすくなった[10]。
- 座席は、左右に肘掛があり、前作程ではないがリクライニングの調整可能（肘掛をはね上げれば2人掛けプレイも可能）。
- プレイを盛り上げる演出方法として、馬ギミック・ボタン等を配置。レース終盤時、画面上に「ボタン連打」や「一発勝負」のサインが出てボタンを押し、成功すると馬ギミックが迫り出して虹色に輝き、プレイヤーを煽る（但し、その演出が発生したからといって勝利が確定する訳ではないが、3着以内は確定する）。尚、これらの演出はコンフィグ画面にてON/OFFの切り替えが可能。
- ちょっとした用事等でプレイ中に席を立つ場合、他人の誤操作（悪戯）を防ぐ為、「離席ボタン」を画面上に配置（若しくは1レース全く画面を触らない状態になった場合も同様の状態に入る）。

この状態になった場合、プレイを再開する為の"再ログイン"（Aimeカードをかざす・暗証番号の入力）が必要になる。
尚、この状態で数レース消化時迄に再開しない場合、自動的にログアウトになってしまう（残クレジット（カジノ分のチップも含む）は自動的にバンクへ移される）。
- レーシングプログラムの変更
  - 今作から、レーシングプログラムの各レースはメインレース、サブレースを分割する（尚、メインレースは全サテライト同じ結果になるが、サブレースに関してはプレイヤー馬の単独登録が可能な為、配当が各サテライト違う事になる）。
  - 併せて2シリーズでは交互に出現したレースは、メイン・サブレース制に変更。
  - シミュレースは、WORLD BREEDER'S CUP（WBC）開催期間中のサブレースに変更する。またSUPER WBCのみ、サブレースは開催されない。
    - シミュレースは2つのレースを交互に1クールで4回行う。なお、Season Iはプレイヤー馬の登録は出来なくなったが、Season IIより、古馬が出走できるレースのみ、プレイヤー馬を登録可能に。
- WBCの施行距離、施行競馬場の変更。
  - CLASSIC：ラスベガス競馬場・直線→ロンドン競馬場（新設の架空競馬場）・右回り
  - ICE(MILE)：極東競馬場→カイロ競馬場、馬場がダート/芝からダートに　Season Vより極東・芝1600mに改変⇛SeasonⅥよりサンモリッツ競馬場･氷上1600mに
  - SPRINT：カイロ競馬場・ダート左回り1200m→ラスベガス競馬場・芝直線1000m
  - LONG：ホノルル競馬場（架空の競馬場）・ダート/芝混合5000m（Season Vより）
  - DIRT：カイロ競馬場・ダート1600m（Season IVまでの〜MILEと同様）
  - TURFとSUPER WBCは変更無し
  - また、カイロ、ラスベガス、極東競馬場も改修後のコースとなった。
- 今作からパドックのシーンは流れなくなった。
- 騎手に平仮名と漢字が使用できるようになった。
- 騎乗依頼可能な騎手に大野拓弥、国分恭介、国分優作、丸山元気らを追加。
- ワールドスーパージョッキーズシリーズ、殿堂馬レースが代わりに独自のレース、ジョッキーズグランプリとホースマングランプリが追加された。
  - ジョッキーズグランプリとホースマングランプリの開催場所は、WSJSの東京競馬場から、WBCT・SWBCの極東競馬場に変更。
  - 殿堂馬、殿堂騎手の登録自体は可能。なお、殿堂馬レースは「みんなのスタホ」として、ケータイ専用ゲームとして登場する。株券などが獲得できる。
- 前作と同様に、GI・JpnI以上のグレードレースに優勝した場合、結果発表時にごく稀に騎手名のコールが起こる時がある（プレイヤー所属の騎手は上位人気の場合）。騎手によってはセカンドネームでコールする場合がある。
- レンタル馬主が廃止され、代わりにレジェンドモードが登場。
  - 実在する特定の馬を1頭のみ1年間所有・調教し、指定のレース・着順をクリアし完走すると完走ボーナスがもらえる。
  - 指定のレース・着順をクリアし完走すると完走ボーナスがもらえる。各レースに入賞した場合のラリーマーク・賞金なども獲得できる。しかし着順がノルマ以下の場合転廐し、完走失敗となる（1回だけ、見た目上ではクリア扱いになる場合もある）。なお、各レジェンドホースの最初・最後のレースや追加レースは、着順と関係なく"成功"として扱われる。
  - 完走または転廐まで、所有者がログアウトしても規定のレースまで出走する。
  - ランクAやBは、該当した年度に活躍した競走馬である、前回のホースマングランプリの入賞者が優先選択できる。
  - ランクCは、該当した年度に活躍した競走馬他、1980・1990年代産の競走馬、地方馬など同世代以外の馬を対象する。
- SHカジノが登場。5STUD（手札を交換しない）形式のポーカーをプレイできる。上位役が完成するたびにSHや特殊飼葉、株券などが獲得できる。

### Season IからSeason IIへの変更点
- 1993〜1994年、1998〜1999年、2012年のクラシック世代が追加。
- 2013年のJRAレーシングプログラムに変更。
  - 新設重賞：ジャパンダートダービー、東京大賞典
  - 復活重賞：青葉賞、阪神牝馬ステークス、京王杯スプリングカップ、神戸新聞杯、ダイヤモンドステークス、チューリップ賞、ダービー卿チャレンジトロフィー、京阪杯、朝日チャレンジカップ、新潟記念、小倉大賞典、ラジオNIKKEI賞、函館スプリントステークス、平安ステークス、キングジョージ、イギリスダービー
  - 削除重賞：アメリカジョッキークラブカップ、フィリーズレビュー、セントライト記念、マーチステークス、福島牝馬ステークス、CBC賞、七夕賞、函館記念、小倉記念、キーンランドカップ、レパードステークス、みやこステークス
    - 旧作FINAL DESTINATION以来欧州三大競走路線を復活。また、大井競馬場で施行される全てJpnI・GI競走が導入されている。

  - 出走条件緩和：香港カップ（GI勝利馬→重賞勝利馬）
  - OP特別は、全8レースから6レースを減少し、全て一新される。
- VSシミュレースの復活・古馬が出走できるレースのみ、自分の持ち馬でシミュレース出走可能。勝利した場合、当該レースの賞金・ラリーマーク（ラリーマーク対象レースの場合）も獲得できる。
- 独自の新設レース、「メモリアルレース」が追加された。
  - 日本競馬界の過去の名勝負を再現し、プレイヤー馬も出走可能。賞金は元々のレース賞金と関係なく一律固定（1着：1000枚）。
  - メモリアルレースで勝利した場合、さらにメモリアルメダルも獲得（このメダルは限定アイテムと交換可能）。
  - 2013年3月10日〜4月8日の期間限定で北斗の拳に登場する黒王号と勝負ができる、"世紀末救世主伝説"がメモリアルレース枠で開催された（3着までに入着すれば限定壁紙をもらえる）。
- 中京競馬場が改装後のものに更新。
- SHカジノでスロットマシンを追加。
- 旧作FINAL DESTINATIONよりオリジナル馬券「カラーズ」をルール変更し、復活。
- ダブルチャンスの「ハズレ」が廃止され、代わりに「SH」、「飼葉」などを入手することができる。また、サイドもダブルチャンス対象になった。
- 5倍以上のサイド馬券をベットする場合、一定確率でベット分が払戻の時に返還される（=タダでその馬のオーナーになれるチャンスがある）。勿論、配当圏内に入着すれば賞金も受け取れる。
- レジェンドモードの必要メダル数が新たに約0.5倍の「ハーフ」・約2倍の「ダブル」からも選択でき、入賞時の賞金及び完走ボーナスも0.5倍・2倍となる。また、特別調教以外にレースの結果で入手可能な飼葉を追加（この飼葉を与える事によってクリア条件が緩和される場合あり）。
- JGPで自分の出場騎手の戦法が指示できる。
- 旧作のスクラッチカード制度がルール変更し、復活。
- 前作〜2より形式を若干変更してプレミアカップを開催。今回は一週間の開催レースで5レース分登録が可能。
  - 後述する"チーム"で5頭、個人で5頭の登録も可能。更に決勝レースの優勝馬5頭を当てるWIN5も開始。
- 上記の通り、SHNETで"チーム"を編成することが可能になった。なお、上記のプレミアカップの成績等によりチーム内の最大登録人数の上限が増える。また、チームを組んでいる間はログインする度に通常よりもお得なパートナーボーナスが発生する。前述のチームを組み、SHNET内のチームポイントが一定数貯まると、チーム内の所属馬に使える"チームトレセン"が使用可能。尚、施設を拡張する場合はログインしているプレイヤーがその都度SHを投資する必要がある。

### Season IIからSeason IIIへの変更点
- 2014年のJRAレーシングプログラムに変更。
  - 新設重賞：川崎記念・ドバイシーマクラシック・香港マイル・シンガポール国際カップ
    - 旧作FOURTH AMBITIONで地方競馬の導入以来、大井以外の競馬場が追加された。
    - ドバイシーマクラシックと香港マイルは、GIレース（シミュレース除く）初であるサブレースとして開催され、メイン・サブと同時にGI競走に出走登録が可能となった。

  - 復活重賞：スプリングステークス・京成杯オータムハンデキャップ・函館スプリントステークス・函館記念・小倉記念・福島牝馬ステークス
    - スプリングS、京成杯AH以外の重賞はSeason Iより復活された。

  - 削除重賞：中山記念・東海ステークス・阪神牝馬ステークス・新潟記念・エルムステークス・マーメイドステークス・毎日杯・ダイヤモンドステークス・函館スプリントステークス
  - 変更重賞：ジャパンカップダート→チャンピオンズカップ（阪神→中京）・朝日チャレンジカップ→チャレンジカップ
- 香港カップのスポンサーがロンジンになったため、演出の変更。
- 指定された馬券・条件を的中・達成させるだけでアイテムが得られるトレジャーチャンスを搭載（但し、数レース全くベットしないとその権利が消滅してしまう事も）。
- SHカジノにビンゴが登場。BGMは往年のビンゴゲーム「Bingo Circus」のものを使用。
- 規定のSHを支払う事により、放牧中の馬を調教できる牧場調教を追加。
- 前作 - 2から、プレイヤーに要望のあった"殿堂馬レース"を"マスターズカップ"として開催。更に成績に応じて自分の駒が進むスゴロク（マスターズマップ）もプレイ可能。
  - マスターズカップに出場するにはマスターズチケットが必要。チケットを用いてチケットガチャを引くこともできる。
- 現在所持している株券を合成し、より上位の株券へ進化が可能な株券合成と、自厩舎の殿堂馬を株券として使用可能な株券登録機能を追加。
- 2014年12月25日〜2015年1月12日及び3月20日〜4月6日までの期間限定でみどりのマキバオーに登場するミドリマキバオーやカスケードなどの馬と勝負ができる、"みどりのマキバオー記念"がメモリアルレース枠で開催された（3着までに入着すればそれぞれ限定壁紙をもらえる）。

### Season IIIからSeason IVへの変更点
- 2015年のJRAレーシングプログラムに変更。
- チケットガチャで稀にDXレジェンドホースの所有権が出現するようになった。
- ウイニングラリー完全制覇時に獲得する配当が最大5倍になるルーレットボーナスが登場。
- 店舗間同士で対戦する「ドリームチャンピオンシップ」を導入。WBCが行われる週のサブレースに行われる（ただしWBCC・WBCT以外）。
- チュートリアル機能を搭載、基本的な操作説明を受けたのち4レースの間体験プレイすることができる。
- オリジナル馬券「トライ」が登場。任意で選んだ3頭が入賞すればする程、配当も高くなる。但しメイン・サブそれぞれ1つの組み合わせしかベットできない。
- 2015年10月20日より、一部のローソン店舗限定で発売された山芳製菓のスナック菓子「スティックわさビーフ」とのコラボキャンペーンが行われ、蓋に付いているアクセスコードを入力することにより限定アイテムを入手可能であった(後に店頭で買えなかったとの声を受け,Amazon.co.jpにて数量限定でネット販売された)。
- 外国人騎手の騎乗依頼ができるようになった。以前から実名のミルコ・デムーロとオリビエ・ペリエに加え、クリストフ・ルメールが実名となった。
- 2015年12月25日〜2016年1月14日の期間限定で『暴れん坊将軍』とコラボレーションした「吉宗激走記 暴れん坊将軍賞」をメモリアルレース枠で開催[11]。入着・出走で両（ポイント）を集め、集めた両で壁紙等と交換できる。本コラボ用に、松平健のボイスを新規収録している他、ベット時は番組のオープニングテーマ、レース時には殺陣時のBGMを使用している。
- 2016年2月5日、ソフトのバージョンアップにより "ラッキーカードチャレンジ" およびSHNETとの連動コンテンツであるサイロ機能がプレイ中でも種/作物の送受信が可能に。
- 2016年6月17日から7月20日まで、専用メインモニター、照明・音量・エアコンの各スイッチ、リクライニングソファなどの装備を備えた1〜2人用の個室タイプの筐体である「STARHORSE3 VIP CABIN」のロケテストをセガ川口で開催[12]。
- 2016年6月より、ゲーム上でなくリアルに全国のプレイヤー同士が争う公式大会「蹄王戦」が開催される。店舗予選が6月4日の関東地区を皮切りに東北・九州・関西・東海地区でそれぞれ地区代表が決まり、7月17日に東京にて決勝大会が開催予定。因みに参加費は有料（2000円）。

### Season IVからSeason Vへの変更点
- 2016年のJRAレーシングプログラムに変更。
- 新設重賞：東京盃
- WBCのレース体系が大幅に変更され、WBCLを新設。SWBCも夏/冬と年2回開催。また前Ver`でのWBCMはWBCDに名称変更、そのWBCMは別レースとして設定される（計、8つのレースが存在）。
- 今作からSWBC枠のサブレースで任意のWBCに単独出走可能なサブWBCを開催（但し、出走の為に専用チケットを1枚消費）。
- 今までのクラシック路線とは別に、このゲーム独自の3歳馬のトーナメント戦「WORLD DERBY TOURNAMENT」を開催。計3回のレースを出走し、優勝すれば4000枚の賞金。
- 新ベットシステム「エール」機能を新設。任意の1頭に関する全ての賭式に簡単にベット可能。
- 前作〜2にあったおみくじ機能を復活。今回は無料〜100枚と4種類から選択可能（但し、引けるのは1年に一度のみ。金杯のターンからリセットされる）。
- 殿堂馬枠を最大18まで拡張（但し、新設の12枠は予備枠で、実際にプレミアカップ等に出走できるのは今までと同じ6枠）。
- ネット連動のサービスSHNETで、新たにアルティメットコースを新設。
- 2016年7月28日より、食品コラボ第2弾としてゴーゴーカレーとコラボパッケージのレトルトカレーを販売。その箱に付いているシリアルナンバーを入力することにより株券等のアイテムを獲得。また、SHNETユーザー向けに専用アイテムをプレゼント。
- 稼働開始翌日である2016年7月28日に実施した緊急アップデート（Ver.1.03）において、一部の店舗でプレイが出来なかったり、特定のレースの出走結果が反映されずに登録状態のままになっていることが判明した。これを受けてセガ・インタラクティブは2016年8月3日にVer.1.04に、8月8日にVer.1.05にそれぞれバージョンアップする緊急アップデートを実施した。
- 2017年2月21日～3月13日までカプコンのキラーコンテンツである,モンスターハンターに登場するキリンと争う”霊獣討伐戦”がメモリアルレース枠(WBCMと同じ極東･芝1600m)で開催された。　プレイヤー馬が着順に応じてポイントを獲得し,それを壁紙等と交換(ラスト1週間は”キリン亜種”として獲得ポイントが倍に)。  因みにキリン以外にもオトモアイルーも出走していた。

### SeasonV からSeason VIへの変更点
- 2017年度のレーシングプログラムに変更。それに従って、以前はGIIレースであった大阪杯がGIレースに昇格している。また、前バージョンでWBCマイルが極東⇛サンモリッツ（WBCで唯一実在の競馬場で開催）に舞台を移し、WBCI（アイス）としてシリーズ初の氷上・1600Mで争われる。
- 以前はチーム戦で行われていたプレミアカップに、完全な個人戦で行われるi-プレミアカップも加わった。自厩舎の熟練度に応じてS～Cクラスまで振り分けられる。
- ラッキーカードチャレンジが以前より難易度が緩和され、更にビンゴ毎に受け取れるアイテムがラッキーチケットに固定された（それを集めてレア度が高いアイテムと交換）。
- ベット時のダブルチャンスで新たにキャッシュバック（一部馬券を除く）が実装。×1～×10で抽選される。
- マスターチケットを使用して行うガチャが、新たに1回30枚を使用して行うDXガチャを実装。
- 高額のSHを使用して,現在飼っているペットに10レース間お出かけさせ、アイテム等を貰えるお出かけペット機能を実装（ペットが居る時のみ）。
- レジェンドホースを完走させた時のみ使用できる伝説調教を追加。
- 8/4よりJRA騎手である　福永祐一･戸崎圭太･川田将雅･浜中俊の4名で当ゲーム・及びスターホースポケットにてコラボイベント開催。
- 2017年12月21日～2018年1月10日まで、以前行われていたみどりのマキバオーと再度コラボしてメモリアルレース枠でイベント開催。 今回は12/21～27までが皐月賞、12/28～翌1/10が東京優駿として開催(但し、馬齢の制限はなく古馬でも登録可能)。 更にスターホースポケットでも同作とのコラボイベントを開催。

2019年に後継のSTARHORSE4が発表されたことにより、これが最後のバージョンアップとなった。

## ゲーム内容
基本的に馬券ゲーム、育成ゲームの2つを同時に楽しむことができる。

### 馬券ゲーム
- 単勝、複勝、枠連、馬連、馬単、ワイド、3連複、3連単、ライド、サイド、カラーズ、トライ、WIN5の13タイプの馬券からなっている（カラーズ、WIN5はSeason IIより、トライはSeason IVより追加）。2シリーズに搭載されたタイルは廃止された。
- 最高オッズは単勝、複勝、枠連、馬連、ワイド、ライドが9999.9倍、馬単と3連複は99999.9倍、3連単は999999.9倍である。
- 3連単のみ最小0.1枚単位でベット可能だが、ベット方法は流し（マルチベット可能）、ボックス、フォーメーション時に限られる。ベット時にオッズの確認はできない。的中時の配当が1000万枚を超える枚数のベットはできない。
- 2シリーズの「デスティニーチャレンジ」は、Season IIで「プログレッシブチャレンジ」という名義に変更された。「ゴールド」と「シルバー」の2種類が用意され、それぞれ馬券的中や所有馬入着など[13]でゲージにポイントがたまっていく方式となる。ゲージが満杯まで溜まるとチャンス発生となり、「ゴールド」は「デスティニーチャレンジ」のルールを踏襲（レースはメインレースに固定）、「シルバー」は発生直後のサブレースで対象馬が1着に入ればジャックポット獲得となる。レース確定時までに同時に「ゴールド」と「シルバー」が満杯となった場合は「ゴールド」が先に突入となる（ゴールド・シルバー共にプレイヤーが獲得した場合、次回の配当は当選時の半分の枚数よりプールされていく。どれだけ連続して当選したとしてもゴールド：5000枚、シルバー：500枚は保障される）。
- ライド、サイド、カラーズ、トライはスターホースだけのオリジナル馬券である。このうちカラーズのみサブレースが行われない週はベットできない。なおWIN5はプレミアカップ決勝限定馬券である。
- ライドは単勝、複勝、メイクが選択できる。グループは廃止された。また、メイク以外でハーフを選択した際、メイン・サブ双方を兼ねてベットすることもできる。なお、前レースの当たり枚数が奇数のとき、ハーフを選択すると割り切れる最大枚数×2のベットとなる（例：以前…155枚のwinをハーフライド→77枚と78枚、今回…同じくハーフライド→77枚が2点・1枚はクレジット加算）。
- レーススタート直後にダブルチャンスが発生する場合がある。ダブルチャンスが発生した場合、5枚のカードが配られ、プレイヤーはその中から1枚を引き、そのカードに書かれた馬券の配当が2倍になる。中には2種類の馬券が2倍になるカードや、全ての馬券が2倍になるカードもある。カラーズのみ最大5倍まで用意されている（STARHORSE PROGRESSシリーズ同様、BET締切直後メイン上部のサブモニターにてダブルチャンスの予告が発生する場合がある。また、その予告アクションも信頼度が異なる）。Season IIより、前作までハズレだったカードが「SH」や「飼葉」などに変更され、実質的なハズレカードが無くなった[14]。
- 発走後の馬券別のオッズ一覧が廃止され、オッズを確認する手段は馬別の購入馬券一覧のみとなった。
- SeasonVより追加されたエールは任意の1頭に関して、ライド/サイド/カラーズ/トライ以外の賭式に一度にベットが可能。更に馬単/3連単に関しては表/裏・1～3着流し/マルチの中から選択可能。
- SeasonVIより追加されたキャッシュバックは、ライド/サイド/カラーズ/トライ/WIN5以外で使用したベット分がその時抽選された倍率分返還される（当選分も別に支払われる）。

日本の競馬新聞7紙（勝馬、競馬ブック、競馬研究、ダービーニュース、日刊競馬、競馬ニュース、馬三郎）の協賛を得て予想の印がセガスポ（スターホース独自の競馬新聞）と合わせて打たれている。

## ベットタイムBGM
- WBC DIRT
  - 「ORIENTAL ROAD」/DAITA
- WBC LONG
  - 「Danger Zone」/Kenny Loggins
- WBC CLASSIC
  - 「PARK AVE.SOUTH」/T-SQUARE
- WBC ICE
  - 「ドクターXのテーマ」
- WBC SPRINT
  - 「ONESELF-LIKENESS」/Quasimode
- WBC TURF
  - 「ROOKIESメインテーマSTADIUM VERSION」
- SUPER WBC SUMMER、SUPER WBC WINTER
  - 「Il Mio Cuore Va（My Heart Will Go Onのイタリア語バージョン）」 歌：サラ・ブライトマン 作詞：ウィル・ジェニングス 作曲：ジェームズ・ホーナー
- メモリアルレース
  - 「Theme of SUPER KEIBA,from '95 to '07」/千住明（かつて放送されたスーパー競馬のGI競走本馬場入場時に使われた）
- マスターズカップ
  - 「Time To Say Goodbye」 歌：サラ・ブライトマン 作詞：フランチェスコ・サルトーリ 作曲：ルーチョ・クアラントット
- ドバイSC・ドバイWC
  - 「仮面舞踏会」 作曲：アラム・イリイチ・ハチャトゥリアン
- シンガポール国際カップ
  - 歌劇「カルメン」-第1幕への前奏曲- 作曲：ジョルジュ・ビゼー
- イギリスダービー
  - 「ラデツキー行進曲」 作曲：ヨハン・シュトラウスI世
- キングジョージ6世&クイーンエリザベスステークス
  - 「威風堂々 (行進曲)」 作曲：エドワード・エルガー
- 凱旋門賞
  - 「ボレロ」 作曲：モーリス・ラヴェル
- メルボルンカップ
  - 「交響曲第7番」第1楽章 作曲：ルートヴィヒ・ヴァン・ベートーヴェン
- 香港スプリント・香港カップ
  - 「ウィリアム・テル序曲」 作曲：ジョアキーノ・ロッシーニ

## StarHorse Pocket
STARHORSE3のスマートフォンアプリ版。開発・配信はアーケード版と同じくセガ（2020年3月まではセガ・インタラクティブ）で、2017年1月26日に配信開始。実況はアーケード版と同じく杉本清。秘書は5人から選択でき、秘書のイラストレーターはTonyが担当する。「マルチデバイス×ワンサービス」により、アーケード版のSTARHORSE3並びに続編であるSTARHORSE4と連動する。
2020年11月1日にStarHorse Pocket∔（スターホースポケット プラス）へバージョンアップされた。
2024年5月31日にサービス終了となった。

### 秘書キャラクター
- 日吉遥(声:今村彩夏)
- 駒場葵(声:洲崎綾)
- 松浪結衣(声:まつだ志緒理)
- 笹山美咲(声:大久保瑠美)
- 北方くるみ(声:東山奈央)

### コラボキャラクター
- ミドリマキバオー(声:犬山イヌコ)